# Regeringen Sorsa II
Regeringen Sorsa II var Republiken Finlands 60:e regering bestående av SDP, Centerpartiet, SFP, LFP och DFFF. Ministären regerade från 15 maj 1977 till 26 maj 1979. År 1978 lämnade Svenska folkpartiet regeringen och efter nya förhandlingar enades de övriga fyra partierna att fortsätta med den återstående regeringsbasen fram till riksdagsvalet i Finland 1979.

## Ministrar
| Minister                                                               | Ämbetsperiod                            | Parti       |
| ---------------------------------------------------------------------- | --------------------------------------- | ----------- |
| Statsminister Kalevi Sorsa Johannes Virolainen, ställföreträdare       | 15.5.1977–26.5.1979 15.5.1977–26.5.1979 | SDP Centern |
| Minister i statsrådets kansli Esko Rekola                              | 15.5.1977–26.5.1979                     | opolitisk   |
| Utrikesminister Paavo Väyrynen                                         | 15.5.1977–26.5.1979                     | Centern     |
| Justitieminister Tuure Salo Paavo Nikula                               | 15.5.1977–2.3.1978 2.3.1978–26.5.1979   | LFP         |
| Inrikesminister Eino Uusitalo                                          | 15.5.1977–26.5.1979                     | Centern     |
| Minister i inrikesministeriet Kristian Gestrin Tuure Salo Eero Rantala | 15.5.1977–2.3.1978 2.3.1978–26.5.1979   | SFP LFP SDP |
| Försvarsminister Taisto Tähkämaa                                       | 15.5.1977–26.5.1979                     | Centern     |
| Finansminister Paul Paavela                                            | 15.5.1977–26.5.1979                     | SDP         |
| Minister i finansministeriet Esko Rekola                               | 15.5.1977–26.5.1979                     | opolitisk   |
| Undervisningsminister Kristian Gestrin Jaakko Itälä                    | 15.5.1977–2.3.1978 2.3.1978–26.5.1979   | SFP LFP     |
| Minister i undervisningsministeriet Kalevi Kivistö                     | 15.5.1977–26.5.1979                     | DFFF        |
| Jord- och skogsbruksminister Johannes Virolainen                       | 15.5.1977–26.5.1979                     | Centern     |
| Minister i jord- och skogsbruksministeriet Veikko Saarto               | 15.5.1977–26.5.1979                     | DFFF        |
| Trafikminister Veikko Saarto                                           | 15.5.1977–26.5.1979                     | DFFF        |
| Handels- och industriminister Eero Rantala                             | 15.5.1977–26.5.1979                     | SDP         |
| Social- och hälsovårdsminister Pirkko Työläjärvi                       | 15.5.1977–26.5.1979                     | SDP         |
| Minister i social- och hälsovårdsministeriet Olavi Martikainen         | 15.5.1977–26.5.1979                     | Centern     |
| Arbetskraftsminister Arvo Aalto                                        | 15.5.1977–26.5.1979                     | DFFF        |